# Neil Tennant

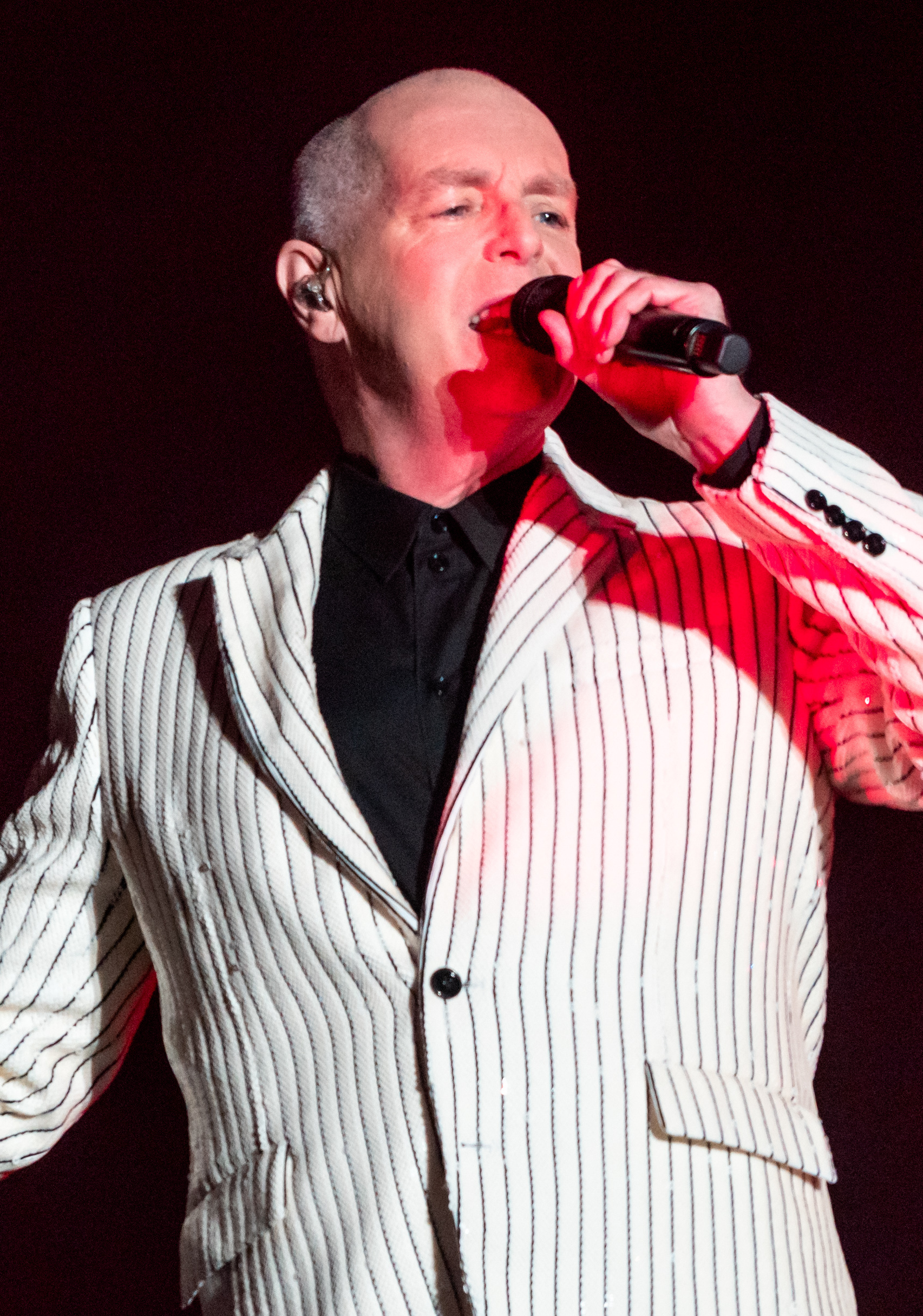
Neil Tennant (2019)

Neil Francis Tennant (* 10. Juli 1954 in North Shields, Northumberland) ist ein britischer Musiker, Sänger, Produzent und Journalist. Zusammen mit Chris Lowe gründete er 1981 in London die Band West End, die kurz darauf in Pet Shop Boys umbenannt wurde.

## Frühes Leben
Neil Tennant wurde als Sohn von Sheila M. Tennant (1923–2008) und William W. Tennant (1923–2009), einem Außendienstmitarbeiter, in eine katholische Mittelstandsfamilie geboren. Er wuchs in einem Vorort von Newcastle upon Tyne auf und besuchte als Kind das St. Cuthbert’s, eine traditionsreiche römisch-katholische Schule in Newcastle. Tennant beschrieb diese Zeit im Rückblick als schwierig. Als Schüler interessierte er sich vor allem für Zeichnungen und Gedichte, spielte aber auch in einer Folkmusikgruppe namens Dust. Das autobiografische Lied This Must Be the Place I Waited Years to Leave (1990) bezieht sich auf sein Leben in der Schule. Der internationale Hit It’s A Sin (1987) kritisierte das römisch-katholische Bildungswesen, das Tennant durchlaufen hat, explizit.

## Karriere

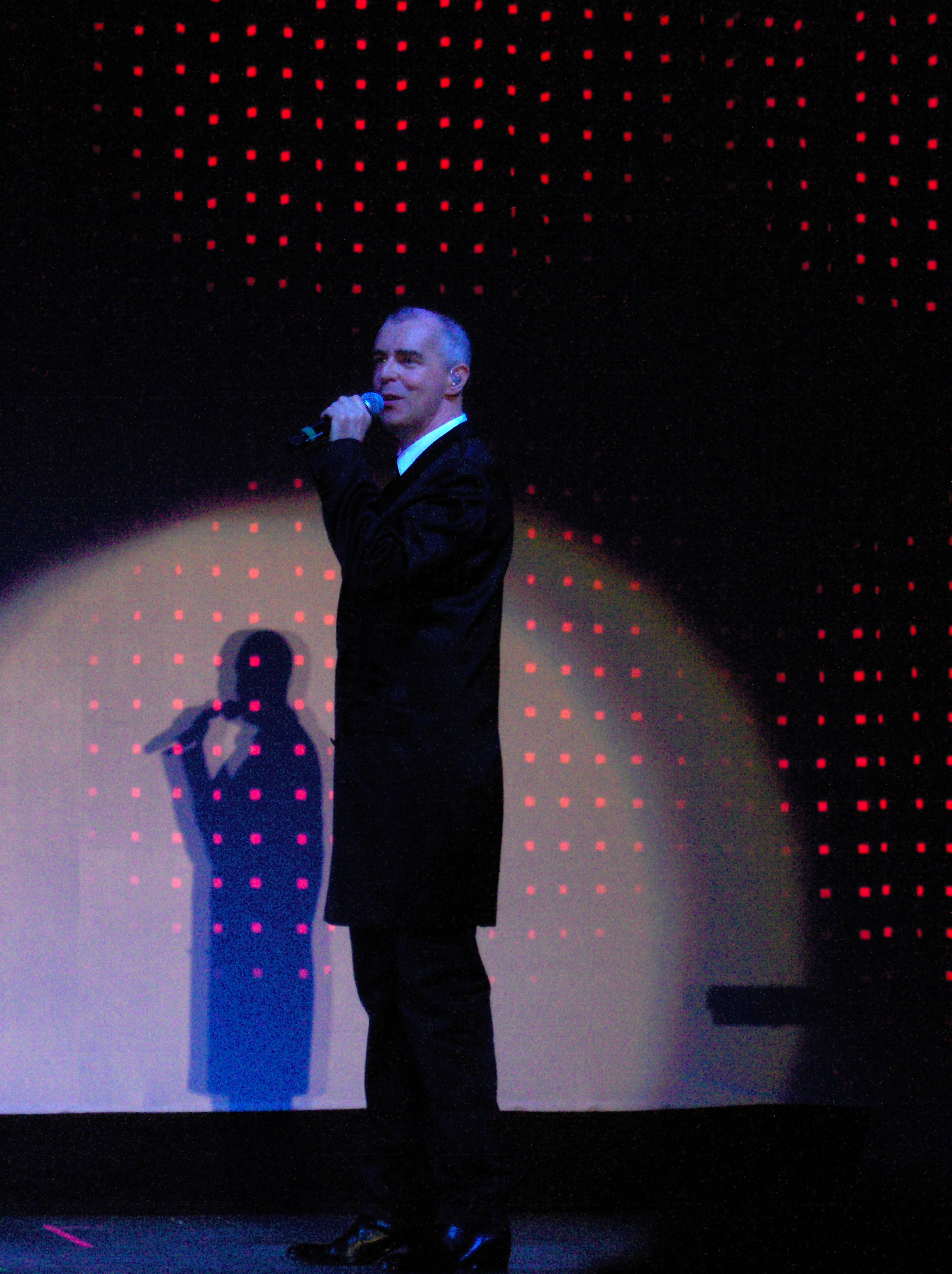
Neil Tennant (2007)

1975 schloss Tennant ein Geschichtsstudium an der North London Polytechnic in London mit einem Bachelor of Arts ab. Anschließend arbeitete Tennant kurze Zeit als Redakteur für den britischen Zweig von Marvel Comics und übertrug Dialoge der Comics aus dem amerikanischen Englisch in britisches Englisch. Er war zudem Redakteur des Dairy Book Of Home Management, das seit 1980 erschien, und von einem bekannten britischen Milchlieferanten an alle Haushalte verteilt wurde. Von 1982 bis zu seinem musikalischen Durchbruch arbeitete er als Journalist für die Musik- und Teenagerzeitschrift Smash Hits, für die er Interviews mit Popstars führte und Musikrezensionen schrieb.
1981 hatte er Chris Lowe in einem Elektrowarenladen kennengelernt. Die beiden Musiker bilden gemeinsam die Pet Shop Boys und wurden Mitte der 1980er-Jahre weltweit bekannt. Neben den Pet Shop Boys arbeitete er als Gastsänger mehrfach mit der Band Electronic zusammen, war 1998 als Hintergrundsänger bei dem Hit No Regrets von Robbie Williams zu hören und sang 2008 mit Elton John bei dem Weihnachtslied Joseph, Better You than Me von The Killers mit. Er arbeitete auch als Mitproduzent für andere Künstler, so 2007 für Rufus Wainwright bei dessen Album Release the Stars. 
2018 veröffentlichte Neil Tennant einen Gedichtband unter dem Titel One Hundred Lyrics And A Poem – 1979–2016, in dem viele seiner für die Pet Shop Boys geschriebenen Songtexte enthalten sind.

## Privates
Der hinsichtlich seines Privatlebens zurückhaltende Neil Tennant bekannte sich 1994 in einem Interview erstmals zu seiner Homosexualität. Er lebt wechselweise in London, Berlin und im County Durham.